# David Oppenheim (Filmproduzent)
David Oppenheim ist ein kanadischer Filmproduzent von Dokumentarfilmen.

## Karriere
Oppenheim begann seine Filmkarriere 2010 als Produktionsleiter des Dokumentarfilms Raw Opium. Darauf folgten mehrere Kurzfilme. Außerdem produziert er regelmäßig interaktive Videos, mit denen er bereits Webby Awards gewann. Er arbeitete von 2014 bis 2022 am „National Film Board of Canada“. Seitdem ist er Direktor des „Screen Industries Research and Training Centre“ (SIRT) am Sheridan College in Toronto. Zeitweise war er Stipendiat des Canadian Film Centre. Zuletzt produzierte er 2022 den Dokumentarfilm To Kill a Tiger von Regisseurin Nisha Pahuja. Dieser gewann den Canadian Screen Award und wurde als Bester Dokumentarfilm für einen Oscar 2024 nominiert.
Aktuell absolviert er einen Design-Master an der University of Toronto.

## Filmografie
- 2010: Raw Opium
- 2016: Ben Heppner: Moving Through Music (Kurzfilm)
- 2016: World in a City (Kurzfilm)
- 2016: Highrise: Universe Within[6]
- 2017: The Space We Hold[7]
- 2017: Draw Me Close[8]
- 2020: Agence[9]
- 2020: The Book of Distance (Kurzfilm)
- 2021: Otherly (Fernsehserie)
- 2021: Papier Accordeon (Kurzfilm)
- 2022: To Kill a Tiger

## Auszeichnungen
- 2023: Canadian Screen Award in der Kategorie Bester Dokumentarfilm für To Kill a Tiger
- 2023: Asia-Pacific-Screen-Award-Nominierung in der Kategorie Bester Dokumentarfilm für To Kill a Tiger[10]
- 2024: Oscar-Nominierung in der Kategorie Bester Dokumentarfilm für To Kill a Tiger